# Marentino
Marentino là một đô thị ở tỉnh Torino trong vùng Piedmont, có vị trí cách khoảng 13 km về phía đông của Torino. Tại thời điểm ngày 31 tháng 12 năm 2004, đô thị này có dân số 1.323 người và diện tích là 11,3 km².
Marentino giáp các đô thị: Sciolze, Moncucco Torinese, Montaldo Torinese, Arignano, và Andezeno.